# Тиква
Вижте пояснителната страница за други значения на Тиква.
Тиквите (Cucurbita) са род плодови зеленчуци от семейство Тиквови.

## Описание
Стъблото на тиквата е пълзящо и достига на дължина до 4 – 5 метра. То е цилиндрично или ръбесто, цялото покрито с остри и твърди бели космици. Листата имат кухи, дълги дръжки и големи петури. Понякога те са разположени толкова наблизо едно до друго, че земята не се вижда от тях. И не само земята. Често те закриват цветовете така, че пречат на пчелите да ги открият, за да смучат сладък нектар от тях и да ги опрашват.
Жълтите или оранжеви цветове на тиквата са едри. Мъжките цветове са разположени на дълги и тънки дръжки, а женските – на сравнително дебели и къси. Тиквата е еднодомно растение, т.е. на едно и също растение се намират и женски, и мъжки цветове. След като прашецът от мъжките цветове попадне върху женските, започва образуването на малка тиквичка, която бързо нараства. Листата се отдръпват, за да направят място на едрите плодове, които може да достигнат на тежина до 40 – 50 кг. Както при повечето културни растения, така и при тиквата съществува в зависимост от сорта голямо разнообразие в цвета, формата и големината на плодовете.
Тя се използва най-често за приготвянето на десерти. А семките ѝ се консумират, след като се изпекат. Има много полезни свойства и се препоръчва при някои здравословни проблеми.
Плодовете на някои сортове тиква може да се берат, докато незрелите семена и кора са все още меки и годни за консумация. Тогава плодът се нарича тиквичка.

## Видове
- C. argyrosperma
- C. digitata
- C. ecuadorensis
- C. ficifolia
- C. foetidissima
- C. galeottii
- C. lundelliana
- C. maxima – бяла тиква
- C. moschata – мускатна тиква
- C. okeechobeensis
- C. pedatifolia
- C. pepo – твърдокора тиква
- C. radicans